# Philipp Hadorn

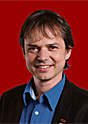
Philipp Hadorn

Philipp Hadorn (* 6. Februar 1967 in Grenchen, heimatberechtigt in Forst) ist ein Schweizer Politiker (SP).

## Leben
Philipp Hadorn machte zwischen 1987 und 1989 das KV und zwischen 1987 und 1991 die Matura Typ E. Zwischen 1991 und 1999 studierte Hadorn an der Universität Bern Rechtswissenschaften. 1993 beendete er zudem eine Ausbildung zum Marktanalytiker.
Von 1982 bis 1990 war Philipp Hadorn Mitarbeiter verschiedener Markt- und Meinungsforschungsinstitute. Von 1983 bis 1995 arbeitete er zudem als freier Journalist für verschiedene Zeitungen und Zeitschriften. Ab 1990 war Hadorn Marktanalytiker. Zwischen 1999 und 2002 war er Koordinator und politischer Sekretär der Mediengewerkschaft comedia. Seit 2002 ist Philipp Hadorn Gewerkschaftssekretär SEV.
Hadorn war von 1997 bis 2011 Gemeinderat seiner Wohngemeinde Gerlafingen. Seit 2006 ist er Kantonsrat. Bei den Parlamentswahlen 2011 wurde Hadorn in den Nationalrat gewählt. 2019 verpasste er die Wiederwahl.